# Джай Сингх I
Джай Сингх I (15 июля 1611 — 28 августа 1667) — полководец Великих Моголов и раджа дхундхарский.

## Биография
Происходил из влиятельного раджпутского клана Качваха. Сын Маха Сингха, раджи Гарха, и Дамаянти Ратхор, внучки раджи Удай Сингха II из клана Сесодия. В 1617 году после смерти отца унаследовал трон князя Гархи. Тогда же был усыновлён дядей отца Бхау Сингхом, раджой Дхундхара. После смерти дяди в 1621 году, Джай Сингх в десятилетнем возрасте становится также дхундхарским раджой.
Первый шаг на пути к величию Джай Сингх совершил после восшествия на престол падишаха Великих Моголов Шах-Джахана в 1627 году. Воспользовавшись сменой власти, командир Джая Сингха в Декане хан Джахан Лоди восстал вместе со своими афганскими сторонниками. Но Джай Сингх не поддержал его, увёл свою собственную армию на север к правительственным войскам, а затем принял участие в разгроме восстания.
Поступок был оценён могольским правительством, повысившим Сингха до ранга командира-четырёхтысячника. В 1630 году продал часть своих земель императору, на них Шах-Джахан начал строительство Тадж-Махала. Также из личных каменоломень Джай Сингха в Макрани направлялся белый мрамор. В 1636 году Шах Джахан организовал грандиозную кампанию против южных султанатов, в которой Джай Сингх играл ведущую роль. Позже его армия была отправлена в поход против гондов. За участие в этих успешных предприятиях Джай Сингх был повышен в звании до пятитысячника, а к его уделу был присоединён округ Чатсу (в Аджмере). Победив разбойничьи племена мео на севере Амбера, Джай Сингх ещё больше увеличил размеры своих родовых владений. В 1641 году он подавил восстание раджи Джагата Сингха Патхании из горного княжества Мау-Пайтхан (штат Химачал-Прадеш).
В 1638 году Кандагарская крепость была сдана персидским полководцем Сефевидов Али Мардан Ханом Шах-Джахану. Сын императора Шуджа, в сопровождении Джай Сингха, был послан принять эту крепость. Чтобы не позволить персидскому шаху успеть вмешаться, Шах-Джахан собрал в Кабуле 50-тысячную армию. По этому случаю Джай Сингх получил от Шах-Джахана титул мирза раджа, который до этого момента был присвоен Акбаром лишь деду Джай Сингха, Ман Сингху.
В 1641 году, после смерти Асаф-хана, Джай Сингх подавлял восстание Джагат Сингха, раджи Патании (нынешний штат Химачал-Прадеш).
В 1647 году Джай Сингх воевал в Балхе и Бадахшане. Однако длительная борьба с узбеками не привела к окончательному покорению этих областей. В этой военной кампании Джай Сингх не смог проявить себя.
В 1649 году Кандагар был возвращён Персии шахом Аббасом II. В последующей моголо-персидской войне могольские войска под командованием принца Аурангзеба дважды пытались выбить персов из Кандагара (в 1649 и 1652 годах). В обоих случаях Джай Сингх присутствовал в качестве командующего армией. Попытки провалились из-за отсутствия достаточной артиллерии и плохой меткости могольских стрелков.
Третья грандиозная попытка вернуть империи Кандагар была предпринята в 1653 году. Могольские войска были под командованием старшего и любимого сына Шах-Джахана Дара Шукоха, смертельного соперника Аурангзеба. Джай Сингх был назначен в эту армию. Дара Шукох был сведущ в духовных вопросах, хоть и отличался светским мировоззрением, но эти благородные качества были омрачены его некомпетентностью в военном деле и его льстивыми и глупыми советниками. Дара был особенно суров к офицерам, участвовавшим в предыдущих кампаниях под командованием Аурангзеба, и неоднократно насмехался над Джай Сингхом за неудачные попытки в. Но когда его собственная кампания закончилась таким же образом, Великие Моголы окончательно оставили все попытки вернуть Кандагар.
По возвращении в Агру Дара Шукох продолжал враждебно относиться к Джай Сингху. За умелое прикрытие отступления могольской армии генерал-ветеран не получил никаких повышений или наград. Вместо этого Джасвант Сингх из соперничающего клана Ратхор стал командиром и получил высокий титул махараджи.
В 1657 году Шах-Джахан тяжело заболел, до такой степени, что стал недееспособным. Три младших брата Дара Шукох начали подготовку к захвату трона. Шах Шуджа в Бенгалии и Мухаммад Мурад Бахш в Гуджарате провозгласили себя императорами, но умный Аурангзеб лишь заявил о своём намерении спасти отца ради ислама. Перед лицом этой тройной опасности Дара Шeкох вспомнил о Джай Сингхе — раджпут был назначен шеститысячником и отправлен на восток вместе с сыном Дары Сулейманом и афганским генералом Дилер Ханом.
Они одержали победу над Шах Шуджей 14 февраля в битве при Бахадурпуре у Варанаси (нынешний штат Уттар-Прадеш) и прогнали его обратно в Бенгалию (май). К тому времени Аурангзеб победил в битвах при Дхармате и Самугархе, разбил Дару Шукоха и захватил Агру (8 июня) и Дели. Джай Сингх и его люди застряли далеко на востоке, в то время как их дома и семьи на западе были во власти войск Аурангзеба, поэтому он и Дилер Хан посоветовали Сулейману бежать, присягнув на верность новому императору. Сам Джай Сингх присягнул на верность Аурангзебу и посоветовал радже Джасвант Сингху, который собирался поддержать Дару Шукоха, выступить против него.
Несмотря на свои победы, Аурангзеб не имел надёжной опоры, чтобы удержаться на могольском троне, и, хотя он был ревностным мусульманином, ему нужна была поддержка ведущих мусульманских и раджпутских генералов. Поэтому он помиловал махараджу Джасванта Сингха, сражавшегося против него при Дхармате, и повысил Джай Сингха в звании до семитысячника, что было самым высоким званием для любого генерала. Дара был вероломно захвачен вождём пуштунов в Белуджистане и казнён Аурангзебом в 1659 году.
Деканские войны между империей Великих Моголов и южными султанатами были осложнены провозглашением Маратхской империи во главе с Шиваджи. В 1659 году Шиваджи убил Афзал Хана, выдающегося полководца Биджапурского султаната. В 1664 году он разграбил богатый портовый город Сурат в Гуджарате. Джай Сингх, который начинал свою военную карьеру в Декане, был теперь назначен руководить 50-тысячной армией для войны с южными султанатами и восставшими маратхами. Захватив несколько маратхских крепостей в Махараштре и осадив крепость Пурандар, он сумел заставить Шиваджи подписать Пурандарский договор. По этому договору Шиваджи передавал моголам 4/5 своего княжества, 23 крепости и платил 400 тысяч серебряных рупий компенсации, его сын Самбхаджи получал титул сардара и направлялся ко двору императора, а сам Шиваджи должен был предоставить армию для войны с Биджапурским султанатом. По словам историка Джадунатха Саркара, Джай Сингх не только не щадил военнопленных, но и награждал тех, кто храбро сражался. За этот триумф Джай Сингх, уже имевший высший военный ранг, получил богатые подарки из золота и серебра — оба его сына, Рам Сингх и Кират Сингх, были повышены в звании. Последний служил под началом своего отца, а первый находился при дворе Великих Моголов.
Вторжение в Биджапурский султанат началось в декабре 1665 года. Теперь у Джай Сингха была армия в 40 000 человек, к которой Шиваджи добавил 2 000 конных и 7 000 пеших солдат. Биджапурцы не смогли противостоять натиску этой армии, и Джай Сингх находился лишь в 20 километрах от столицы султаната. Однако тактика выжженной земли биджапурцев возымела успех, запасы продовольствия Джай Сингха иссякли, и он был вынужден начать отступление в январе 1666 года.
В это время он отправил маратха Шиваджи ко двору Великих Моголов для встречи с императором Аурангзебом, пока сам уводил свою армию в безопасное место. В Агре Шиваджи был арестован, но ему удалось бежать (август 1666 года). Император Аурангзеб возложил ответственность за побег Шиваджи на сына Джая Сингха, Рам Сингха, отобрал у Рам Сингха его поместья, изгнал его из двора, но позже помиловал и отправил Рам Сингха на битву при Сарайгхате в далёком Ассаме.
Джай Сингх также был обвинён в содействии побегу Шиваджи. Он умер в Бурханпуре 28 августа 1667 года. По некоторым сведениям он был отравлен по приказу Аурангзеба. При его сынах и внуках его род влёк жалкое существование, однако Савай Джай Сингх II возродил славу династии.
Аурангзеб возвёл на берегу реки Тапти в Бурханпуре в честь Джай Сингха I капище (Чхатри), которое теперь называется «Раджа Ки Чхатри».
У Джай Сингха было двое жён: Рани Сукмати и Раджиба Баи, и 7 детей: 5 дочерей и 2 сына, включая его преемника Рам Сингха.